# T.U.F.F. Puppy
T.U.F.F. Puppy är en amerikansk animerad TV-serie från Nickelodeon skapat av Butch Hartman som visades första gången den 2 oktober, 2010.

## Handling
Serien handlar om antropomorfa hunden Dudley Puppy som arbetar som hemlig agent på T.U.F.F. (svenska: TurboUltraStyrkan mot Fula Fiskar, original: Turbo Undercover Fighting Force), andra som arbetar i organisationen är bl.a. Kitty Kattfott, Keswick och Chefen. Seriens mest återkommande skurk är Smittelinus Skabbsvans som styr organisationen D.O.O.M. (svenska: Diaboliska OOrdnings Maffian, original: Diabolical Order of Mayhem). Serien utspelas i den fiktiva staden Petropolis som är bebodda av antropomorfa djur.

## Röster

### Engelska (i urval)
- Jerry Trainor - Dudley Puppy
- Grey DeLisle - Kitty Kattfot (Kitty Katswell)
- Daran Norris - Chefen (The Chief) / Francisco / Kameleonten (The Chameleon)
- Jeff Bennett - Keswick / Larry / Ollie
- Matthew W. Taylor - Smittelinus Skabbsvans (Verminious Snaptrap)
- Rob Paulsen - Hönshjärnan (Bird Brain)

### Svenska (i urval)
- Bengt Carlsson - Dudley Puppy
- Elina Raeder - Kitty Kattfot
- Peter Kjellström - Chefen
- Johan Reinholdsson - Keswick
- Niclas Ekholm - Smittelinus Skabbsvans / Ollie
- Per "Ruskträsk" Johansson - Larry
- Johan Wilhelmsson - Kameleonten
- Ole Ornered - Hönshjärnan / Francisco

## Övrigt
Serien är inspirerad av TV-serien Get Smart från 1965.